# Tereški
Tereški (ukrajinsko Терешки) je vas v vzhodni Ukrajini, v Poltavski oblasti, 4 km jugovzhodno od Poltave. Ima okoli 2100 prebivalcev. 